# Franz Hitzler
Franz Hitzler (* 1946 in Thalmassing bei Regensburg) ist ein deutscher Maler, Grafiker und Bildhauer.
1962 wurde Hitzler Schüler von Heinz Butz an der Kunstschule Augsburg. 1963 gründete er sein eigenes Atelier in Asbach-Bäumenheim. 1967–72 studierte er an der Akademie der bildenden Künste in München. Er lebt und arbeitet in München; dort war er u. a. Teilnehmer bei Aktuell 83.

## Ehrungen, Mitgliedschaften
- 1997 Ordentliches Mitglied der Bayerischen Akademie der Schönen Künste
- 2009 Friedrich-Baur-Preis
- 2011 Verleihung des Kunstpreises 2011 des Bezirks Schwaben